# Fontaine de la place Santa Maria Maggiore
La fontaine de la place Santa Maria Maggiore ou fontaine de la place Sainte-Marie-Majeure (en italien : Fontana di piazza Santa Maria Maggiore ou Fontana Santa Maria Maggiore), est située sur la place du même nom, sur le parvis de la basilique Sainte-Marie-Majeure, au pied de la colonne de la Paix, à Rome en Italie.

## Histoire
En 1614, Carlo Maderno achève le travail d'installation, au centre de la place et sur la base, de la seule colonne ayant survécu à la destruction de l'ancienne basilique de Maxence et Constantin, que le pape Paul V, voulait ériger face à la basilique et surmonter d'une statue en bronze de la Vierge. La colonne est appelée colonne de la Paix, en raison de son origine : la basilique de Maxence et Constantin était connue en tant que Temple de la Paix.
La rénovation, en 1610, de l'antique aqueduc de l'Aqua Trajana, devenu Acqua Paola, n'éclipse pas les deux déjà construits quelques années plus tôt (l'aqueduc de l'Aqua Virgo, en 1570 et celui de l'Acqua Felice, en 1587) et la possibilité d'ériger d'autres fontaines sur leurs trajets.
Maderno, en 1615, profite d'une dérivation de  l'Acqua Felice, qui passe près de la basilique, pour construire, avec l'aide peut-être de l'architecte Gaspare De' Vecchi, une fontaine au pied de la colonne, devant la façade de basilique elle-même.

### Source de la traduction
- (it) Cet article est partiellement ou en totalité issu de l’article de Wikipédia en italien intitulé « Fontana di piazza Santa Maria Maggiore » (voir la liste des auteurs).